# خوانندگی

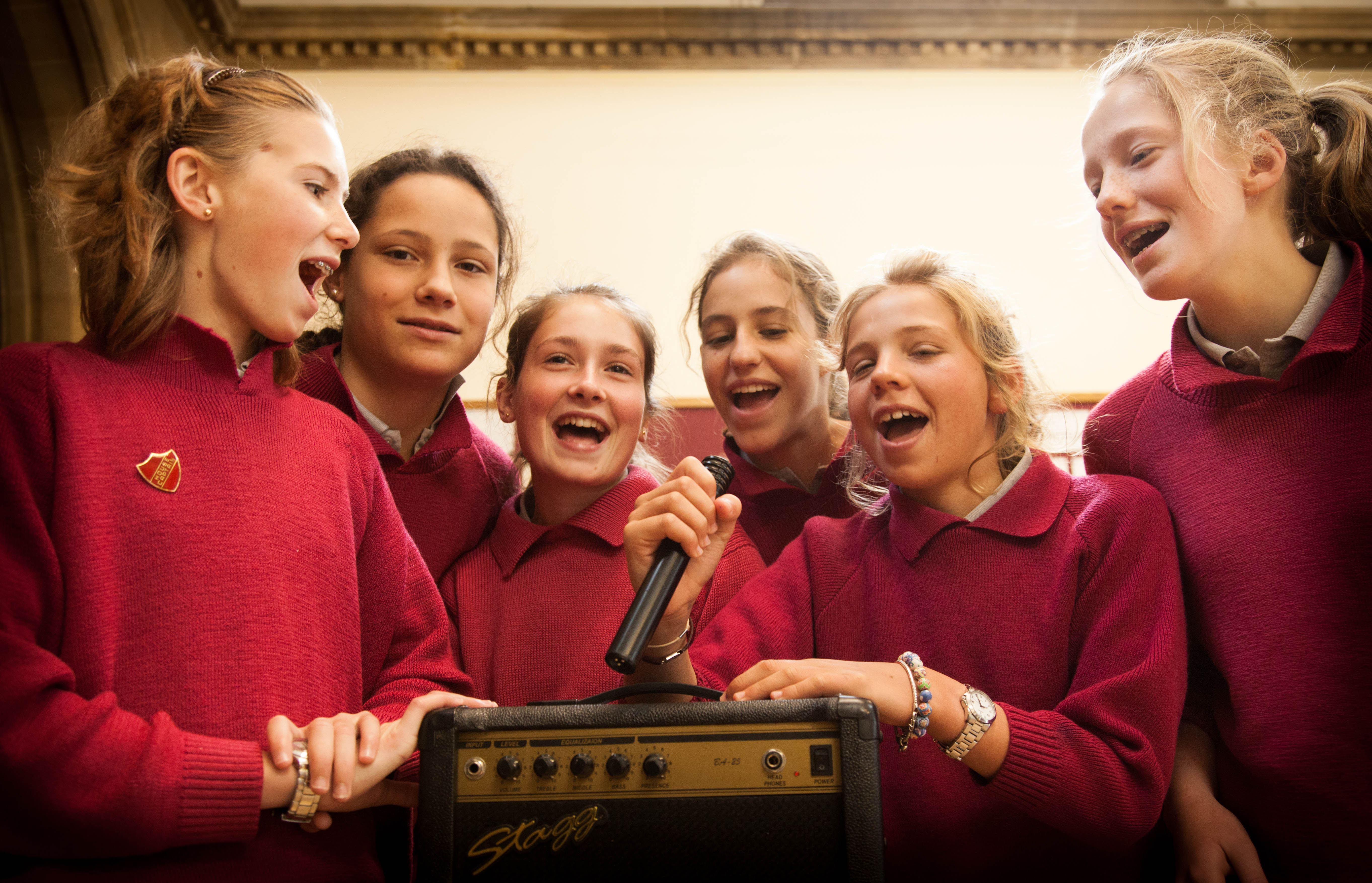
خوانندگی کودکان

خوانندگی یا آوازخوانی، عمل تولید اصوات موسیقایی با استفاده از صدای انسان است. تفاوت آن با سخن گفتن معمولی در ریتم و تونالیته آن است. کسی که آواز می‌خواند را خواننده یا آوازه‌خوان می‌نامند. خواننده یک موسیقی‌دان است که از صدای خود برای ایجاد موسیقی استفاده می‌کند. اغلب، خواننده با موسیقی‌دانان و آلت‌های موسیقی همراه می‌شود. با وجود آن‌که بسیاری از افراد برای تفریح می‌خوانند، تکنیک و مهارت خواندن، اغلب ترکیبی از استعداد ذاتی و آموزش‌های حرفه‌ای است.
یک خوانندهٔ اصلی، آوازهای اصلی را برای یک آهنگ اجرا می‌کند؛ که در مقابل یک خوانندهٔ پشتیبان قرار دارد که آوازهای پشتیبان (پس‌زمینه) یا هارمونی را می‌خواند. یک استثنا موسیقی پنج‌ قسمتی بی‌ساز گاسپل است که در آن خواننده‌ی اصلی، بلندترین صدا را در میان پنج صدا دارد و یک descant (نوعی سرود مناجاتی) را می‌خواند، اما ملودی را اجرا نمی‌کند.
خواننده‌های حرفه‌ای، اغلب برای پرورش صدای خود و تنظیم تونالیته‌ صدا و رسیدن به دانگ اصلی صدا، تحت تعلیم یک معلم موسیقی آواز قرار می‌گیرند.
آوازه‌خوانان هر کدام به تناسب فرهنگ و ملیت، گونه‌ای از موسیقی را اجرا می‌کنند که آواز نامیده می‌شود و ممکن است با همراهی یا بدون همراهی ساز باشد. عمل آوازه‌خوانی معمولاً توسط گروهی از موسیقی‌دانان مانند گروه کر با صداهایی در محدوده‌های متفاوت، یا در کنار مجموعه‌ای از نوازندگان نظیر یک گروه راک یا گروه باروک انجام می‌شود.
از بسیاری جهات آواز انسانی را می‌توان شکلی از سخن‌گفتن دانست. تقریباً هر کس که حرف می‌زند می‌تواند آواز هم بخواند. اما آواز خواندن برای کسانی که تارهای صوتی شان آسیب جدی دیده است یا دچار فلجی در یکی یا هر دو تارهای صوتی هستند، ممکن نیست. آوازه‌خوانی ممکن است رسمی یا غیررسمی باشد، از پیش معلوم باشد یا بداهه‌خوانی شود. آواز خواندن ممکن است برای لذت، آسایش، آیین، آموزش یا برای منافع مادی انجام شود.

## پیشینهٔ خوانندگی در ایران
از مهم‌ترین مهر نگاره‌های خنیاگری (:موسیقی) در جهان؛ باید از آنچه که در «چوغامیش» خوزستان برجای مانده، یاد کرد که در سال‌های ۱۹۶۱–۱۹۶۶ میلادی، یافت شده‌است. این مهر نگاره ۳۴۰۰ ساله؛ سیمایی از بزم رامشگران را نشان می‌دهد. در این بزم باستانی، دسته ای خنیاگر(:نوازنده) دیده می‌شوند که هر کدام، به نواختن سازی سرگرم هستند. چگونگی نواختن و نشستن این رامشگران، نشان می‌دهد که آنها، نخستین دسته خنیاگران(:ارکستر) جهان هستند. در این گروه رامشگران، می‌بینیم که نوازنده ای «چنگ» و دیگری «شیپور» و آن دیگر «تنبک» می‌نوازد. چهارمین رامشگر در این میان، خواننده ای است که «آواز» می‌خواند.

## صدای انسانی

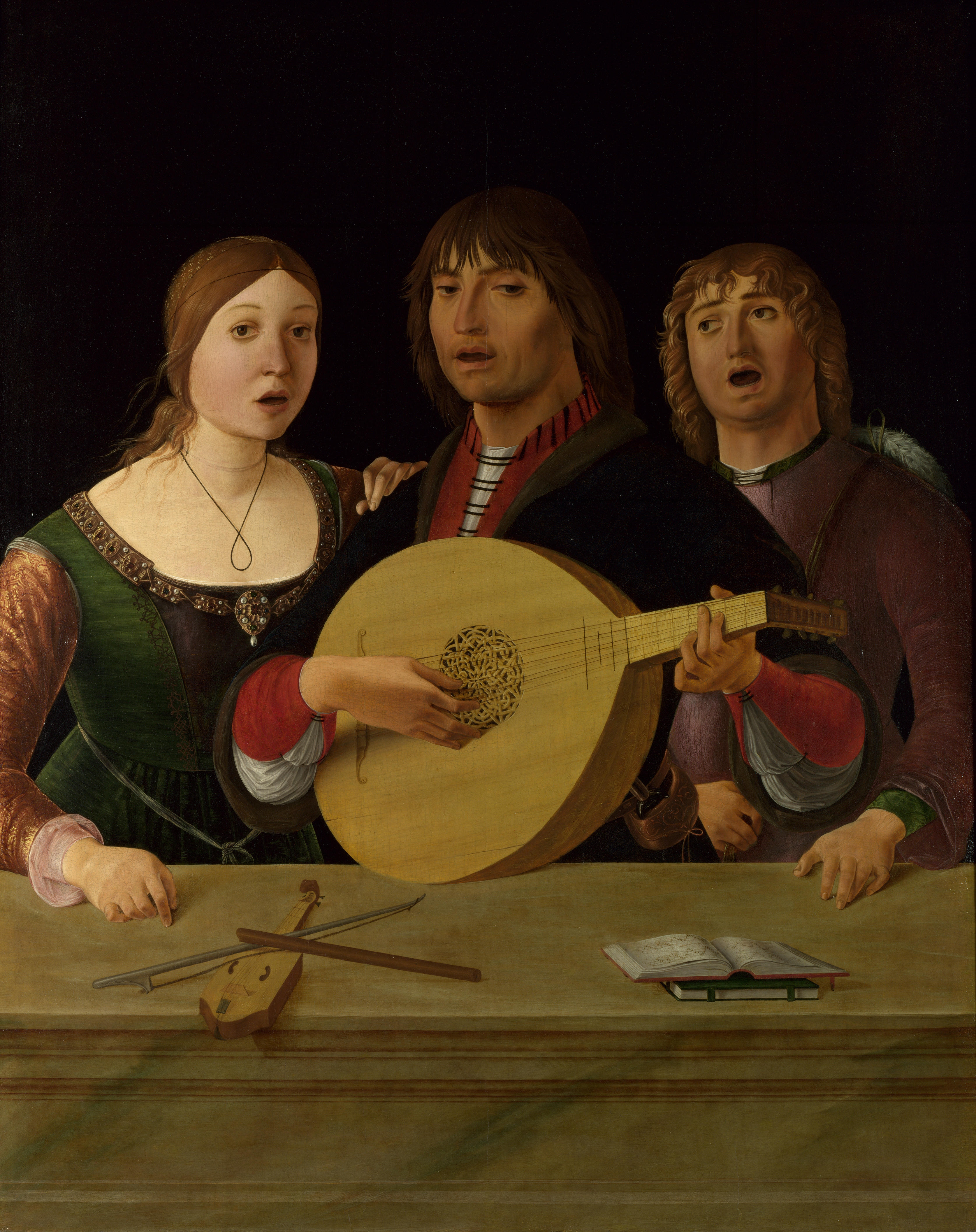
ارکول دی رابرتی، حدود ۱۴۹۰

در موسیقی کلاسیک اروپایی و اپرا، با صداها و آوازها به مانند آلت‌های موسیقی برخورد می‌شود. نوازندگانی که موسیقی آوازی را می‌نویسند، می‌بایست درکی از توانایی‌ها و ویژگی‌هایی خواننده داشته باشند.
خوانندگان، اغلب حرفهٔ خود را پیرامون استایل‌های معینی بنا می‌کنند. سامانه‌های رده‌بندی صدایی تا کنون پیشرفت‌هایی برای دسته‌بندی خوانندگان بر اساس محدودهٔ صوتی (tessitura)، وزن صدایی (vocal weight) و طنین (timbre) داشته‌اند. خوانندگان موسیقی دسته‌جمعی بر اساس محدودهٔ صدایی دسته‌بندی می‌شوند (محدودهٔ موزیکال را ببینید) سایر دسته‌ها عبارت‌اند از: سوبرت (soubrette)، هلدنتنور (heldentenor)، کالرئتوئرا (coloratura) و بسو بوفو (basso buffo).
همچنین رده‌هایی برای مردانی که می‌توانند در محدودهٔ صدایی زنانه بخوانند وجود دارد. این نوع صدا اغلب نادر است، اما همچنان در اپرا استفاده می‌شود. در موسیقی باروک، بسیاری از نقش‌ها برای خوانندگان کاستراتو (castrato) نوشته می‌شد. 
کاستراتوها، خوانندگان مردی بودند که در بچگی عمل اختهٔ صدا روی آن‌ها انجام گرفته‌است تا از تغییر صدای آن‌ها جلوگیری شود. یک مرد با این نوع صدا، ممکن است یک کاونترتنور (خواننده ای که صدای بسیار بلند وغیر عادی دارد، countertenor) (مناسب برای نقش‌های Castrato Alto) یا سوپرانیست (ششدانگ‌خوان) (مناسب برای نقش‌های Castrato Soprano) باشد.
خوانندگان همچنین بر اساس نوع موسیقی که می‌خوانند نیز تقسیم‌بندی می‌شوند، مانند خوانندگان روحانی یا سرایندگان کارتنیک.

## خوانندگان اصلی و پشتیبان
در بسیاری از گروه‌های موسیقی جدید، یک خواننده وجود دارد که بخش‌های اصلی را می‌خواند (خوانندهٔ اصلی) و یک یا بیش از یکی که آوازهای پشتیبان (پس‌زمینه) را می‌خواند. هدف از آوازهای پشتیبان خواندن قسمت‌هایی مشخص از یک ترانه است، اما کمتر از ۵۰٪، یا فقط قسمت‌های تکراری با همهمه‌های پس‌زمینه را بخواند. خوانندگان پس‌زمینه در طی خواندن‌های دسته‌جمعی نیز شرکت می‌کنند و برای ایجاد تأثیرات، ایجاد صدا می‌کنند. برای بعضی دلایل، بندهای با یک خواننده‌های اصلی، اغلب مرد هستند. بندهای مناسب برای دو جنس (مذکر و مؤنث)، اغلب خوانندهٔ اصلی مؤنث دارند.